# Gaten Matarazzo
Gaten John Matarazzo III (New London, Connecticut, 8 de septiembre de 2002) es un actor estadounidense. Inició su carrera como actor en Broadway en 2011 interpretando a Benji en la obra Priscilla, reina del desierto. En 2014 interpretó el papel de Gavroche en la versión de teatro del musical Les Misérables. Es más conocido por su interpretación de Dustin Henderson en la serie original de Netflix Stranger Things. También apareció como "Jesús" en una producción especial de "Godspell Cast of 2032", después de participar en 2011 del regreso del musical Godspell. En 2017, Matarazzo hace una aparición en el video musical de Swish Swish de la cantante estadounidense Katy Perry. Luego a fines de octubre de 2019, lanzó su propio programa Prank Encounters (Grita te estamos filmando), que trata sobre un programa de cámaras ocultas donde dos víctimas son asustados/as en forma de broma y diversión.

## Vida personal
Matarazzo creció en el Municipio de Little Egg Harbor, en el estado de Nueva Jersey.
Gaten sufre de disostosis cleidocraneal, un rasgo que comparte con su personaje de Stranger Things.

## Filmografía

### Televisión
| Año           | Título           | Rol                   | Notas                                          |
| ------------- | ---------------- | --------------------- | ---------------------------------------------- |
| 2015          | The Blacklist    | Finn                  | Episodio: "The Kenyon Family (No. 71)"         |
| 2016–presente | Stranger Things  | Dustin Henderson      | 33 episodios                                   |
| 2019-presente | Prank Encounters | Gaten Matarazzo       | Presentador y productor ejecutivo; 8 episodios |
| 2021          | Waffles + Mochi  | Casey el Electricista | Episodio: "Mushroom"                           |

### Películas
| Año  |                                                      | Rol              | Notas |
| ---- | ---------------------------------------------------- | ---------------- | ----- |
| 2018 | The Christmas Chronicles                             | Dustin Henderson | Cameo |
| 2019 | Angry Birds 2: La película                           | Bubba (voz)      |       |
| 2022 | El dragón de papá                                    | Voz              |       |
| 2022 | Honor Society                                        | Michael          |       |
| 2023 | Please Don't Destroy: The Treasure of Foggy Mountain | Él mismo         |       |

### Vídeos musicales
| Año  | Título                                    | Cantante                              |
| ---- | ----------------------------------------- | ------------------------------------- |
| 2017 | Swish Swish                               | Katy Perry (con Nicki Minaj)          |
| 2017 | Lost Boys Life                            | Computer Games (Chuck y Darren Criss) |
| 2017 | Jimmy Fallon's Golden Globes 2017 Opening | Jimmy Fallon                          |
| 2020 | Meet Me On The Roof                       | Green Day                             |

## Teatro
| Año       | Título                        | Rol                      | Lugar                        | Notas                  |
| --------- | ----------------------------- | ------------------------ | ---------------------------- | ---------------------- |
| 2011-12   | Priscilla, reina del desierto | Benjamin                 | Palace Theatre               | Broadway               |
| 2012      | Godspell                      | Jesus                    | Circle in the Square Theatre | Actuación especial     |
| 2013      | Les Misérables                | Gavroche                 | Tour del 25º aniversario     | Tour de Estados Unidos |
| 2014-2015 | Les Misérables                | Gavroche / Petit Gervais | Imperial Theatre             | Broadway               |
| 2019      | Into the Woods                | Jack                     | Hollywood Bowl               | Los Ángeles            |
| 2022      | Dear Evan Hansen              | Jared Kleinman           | Music Box Theatre            | Broadway               |
| 2022      | Parade                        | Frankie Epps             | New York City Center         | New York City          |
| 2023      | Sweeney Todd                  | Toby                     | Lunt-Fontane Theatre         | Broadway               |

## Premios y nominaciones
| Año  | Premio                                   | Categoría                                                                                            | Trabajo nominado | Resultado | Ref.   |
| ---- | ---------------------------------------- | --- | ---------------- | --------- | ------ |
| 2017 | Premios Young Artist                     | Mejor interpretación en una serie de televisión o película - Adolescente                             | Stranger Things  | Nominado  | [ 5 ]  |
| 2017 | Premios del Sindicato de Actores         | Mejor interpretación del reparto de una serie dramática                                              | Stranger Things  | Ganador   | [ 6 ]  |
| 2017 | Premios Shorty                           | Mejor actor                                                                                          | Stranger Things  | Ganador   | [ 7 ]  |
| 2018 | Premios del Sindicato de Actores         | Mejor interpretación del reparto de una serie dramática                                              | Stranger Things  | Nominado  | [ 8 ]  |
| 2018 | MTV Movie & TV Awards                    | Mejor equipo en pantalla (compartido con Caleb McLaughlin, Finn Wolfhard, Sadie Sink y Noah Schnapp) | Stranger Things  | Nominado  | [ 9 ]  |
| 2019 | Teen Choice Awards                       | Actor de televisión del verano                                                                       | Stranger Things  | Nominado  | [ 10 ] |
| 2020 | Premios del Sindicato de Actores de 2020 | Mejor interpretación del reparto de una serie dramática                                              | Stranger Things  | Nominado  | [ 11 ] |
| 2022 | Premios Saturn                           | Mejor interpretación de un actor/actriz joven                                                        | Stranger Things  | Nominado  | [ 12 ] |
| 2023 | Kids' Choice Awards                      | Actor Favorito de TV - Programa Familiar                                                             | Stranger Things  | Nominado  |        |